# 元音裂化
歷史語言學當中，元音裂化（vowel breaking，vowel fracture）或者雙元音化（diphthongization）是單元音變成雙元音或者三元音的音變。

## 種類
元音裂化可能無條件，又可能有條件。可能是其他发音的影响、处于重音位置或者乾脆没有特定触发变化的条件。

### 同化
元音裂化有时指雙元音化的一類：同化過程（assimilatory process），或称諧同過程（harmonic process）。其中有後尾元音或者輔音觸發到前頭雙元音化的。
这種情況下，原始单元音通常會裂化成兩部分，其中第一部分与原始元音匹配，第二部分与觸發他的元音或者輔音性質諧同。譬如，如果后续元音或輔音靠后（如軟齶音或咽音），那第二部分可能會變/u/（後元音），如果后续元音或者輔音在前（如硬齶音），那第二部分可能會變/i/（前元音）。
所以嚴格來说，元音裂化可以看作是同化的一种，元音被后续元音或者輔音同化。

### 無條件
元音裂化有時不是同化诱发的。英語元音大推移就是这種情況，其中所有/iː/和/uː/都變成雙元音。

### 重音
元音裂化有時僅在重讀音節中發生。如通俗拉丁語只在重音位置/ɛ/和/ɔ/才裂化。

### 高頂出位
裂化同樣是高頂出位（元音高化到極限之後的變化）結果中的一種，是調音器官回到發音初始狀態而造成。

## 例子

### 粵語

#### 廣州話
晚清（1800年以降）粵語廣州話在分韻撮要音系孤、幾、諸三韻發生了有條件的裂化，失去了原有的押韻條件。这些裂化的具體先後和「孤」韻舊音为何有争议。这里取「孤」/u/「幾」/i/「諸」/y/：
- 「普、滔、路」这类字：晚清廣州話 /u/ > 現代廣州話 ou /ow/
  - 分韻古、非、云母字未裂化（困母無孤韻字）：「孤、府、烏」 晚清廣州話、現代廣州話 u /u/
- 「比、地、李、幾」这类字：晚清廣州話 /i/ > 現代廣州話 ei /ej/
  - 分韻照組（照、穿、審）、以、日母字未裂化：「之、始、試、夷、耳」 晚清廣州話、現代廣州話 i /i/
  - 分韻精組（精、清、心）配師韻（擬作舌尖元音）不存在所謂的裂化：「子、次、士」晚清廣州話 /ɿ/ > 現代廣州話 i /i/
- 「疽、居、他、去」这类字：晚清廣州話 /y/ > 現代廣州話 eoi /ɵy/
  - 分韻以、日母字未裂化：「於、語」 晚清廣州話、現代廣州話 yu /y/
  - 分韻照組（照、穿、審）字基本未裂化：「諸、柱、書」 晚清廣州話、現代廣州話 yu /y/
  - 分韻照組字個別兼有裂化與否两种读法：「除、廚」晚清廣州話 /y/ > 現代廣州話 yu /y/、eoi /ɵy/

值得留意的是，在《初學粵音切要》（1855）中，諸韻ü裂化出的üy与分韻魁韻（蟹一合）oey、雖韻（止蟹三合）ooey都不同，但轄字极少，只有「須、取、疽、聚」字。其后併入雖韻。

#### 其他地方粵語
非广府片的粵語中，莞寶片、四邑片、高陽片、吳化片、欽廉片、勾漏片都有裂化現象。有些類似晚清廣州話，在分韻孤、幾、諸三韻裂化，但和廣州話的有一定出入；有些地方在裂化的音韻和時間上与晚清广州话的裂化方式不類似。

### 英語
英語歷史上，元音裂化是非常常見的音變，按逆推時間順序至少出現過三次（有些變體还有第四次）：

#### 美國南部英語
元音裂化是美國南部英語「南部拖音」（"Southern drawl"）的特徵，当中稍短的前元音產生從[j]到schwa的滑音：pat[pæjət]、pet[pɛjət]、pit[pɪjət]。

#### 元音大推移
元音大推移當中，長元音/iː uː/變成現代英語/aɪ aʊ/ 。
- 古英語 > 現代英語ice /aɪs/
- 古英語 > 現代英語 house /haʊs/

#### 中古英語
在中古英語早期，元音/i/插入到前元音和後接的/h/（此处指[ç]）之間，/u/插入到後元音和后接的/h/（此处指[x]）之間。
这個是上述狹義「元音裂化」即「同化裂化」的典型示例：原始元音裂化成被后接輔音同化的雙元音，在硬齶音之前是/i/，在軟齶音之前是/u/。

#### 古英語
古英語中有兩種形式的諧同元音裂化：裂化-缩合及後突變。
早期古英語中，当在h前面、r、l+另一個輔音前面（僅短元音）、有時在w前面（僅某些短元音）时候，重读短、長前元音i、e、æ发生裂化-缩合，變成拼寫成io、eo、ea的短、長雙元音： 
- 原始日耳曼语 *fallan > 盎格魯弗里斯蘭语 *fællan > 古英語 feallan「掉落」
- 原始日耳曼语 *erþō > 古英語 eorþe「地球」
- 原始日耳曼语 *lirnoːjan > 古英語 liornan「學習」

晚期古英語中，如果兩音節中間夾住的輔音有某種性質，在後面後元音影響下发生後突變令前面音節的短元音i、e、æ變成短雙元音io、eo、ea。觸發後突變或者阻止後突變的輔音的具體性質根据不同方言有差别。

### 古诺斯語
在古諾斯語中，原始日耳曼語重音位置的短e成規律地變成ja或者jǫ（在u之前），但是在w、r、l之後除外。如：
- 原始日耳曼语 *ek(a)「I」→
  - （東）古诺斯语jak，瑞典jag，丹麥、書面挪威语jeg，冰島ek → ég（但日德兰语æ、a，新挪威語eg）
    - 法罗语兩者兼有。標準形式eg，Suðuroy的方言jeg 。
- 原始日耳曼语 *hertōn 「 heart」→
  - 古诺斯语hjarta ，瑞典hjärta，法羅群島hjarta，新挪威語 hjarta，丹麥hjerte
- 原始日耳曼语 *erþō「earth」→
  - 原始诺斯语*erþū →
    - 古诺斯语jǫrð，瑞典、丹麥、挪威jord，法羅群島jørð

根據一些學者的说法，e的雙元音化是無條件音變，而另一些學者就说是有epenthesis或者umlaut。

### 德語和意第绪语
在過渡到早期新高地德語過程中，中古高地德語的長元音發生裂化： /iː yː uː/ → /aɪ̯ ɔʏ̯ aʊ̯/ 。意第緒語當中，雙元音化又影響到稍长的中元音：
/ɛː oː øː iː yː uː/ → /ɛɪ̯ ɔɪ̯ ɛɪ̯ aɪ̯ aɪ̯ ɔɪ̯/
- 中古高地德語  → 新高地德語 ，意第緒語：‎，羅馬化：eybik 「永遠」
- 中古高地德語  → 新高地德語 ，意第緒語：‎，羅馬化：hoykh 「高」（英語：high）
- 中古高地德語  → 新高地德語 ，意第緒語：‎，羅馬化：sheyn 「好」（英語：sheen）
- 中古高地德語  → 新高地德語 ，意第緒語：‎，羅馬化：shnaydn 「切」（英語：snithe）
- 中古高地德語  → 新高地德語 ，意第緒語：‎，羅馬化：fraynd 「友」（英語：friend）
- 中古高地德語  → 新高地德語 ，意第緒語：‎，羅馬化：hoyt 「皮」（英語：hide）

这種變化最早在12世紀於上巴伐利亞地區開始，直到16世紀才影響到摩泽尔法兰克语。这種變化没有影響阿勒曼尼方言或者利普里安方言，他们照舊保有原始的長元音。
在意第绪语當中，雙元音化不僅適用於中古高地德語的長元音，而且適用於希伯来语詞語（在重音節當中）或者斯拉夫語詞語的/ɛː oː/ 音：
- 希伯來語：‎，羅馬化：pésach → 意第緒語：‎，羅馬化：peysekh 「逾越节」
- 希伯來語：‎，羅馬化：m'norá → 意第緒語：‎，羅馬化：mnoyre 「燭台」
- 古捷克语：chřěn → 意第緒語：‎，羅馬化：khreyn 「chrain」
- 波兰语：kosz → 意第緒語：‎，羅馬化：koysh 「籃」

### 蘇格蘭蓋爾語
蘇格蘭蓋爾語當中常見有以下元音裂化現象，不同方言之間有差别：古愛爾蘭語eː→蘇格蘭蓋爾語iə和古愛爾蘭語oː→蘇格蘭蓋爾語uə。特別是中央方言的元音裂化率更高。

### 羅曼語
很多羅曼語都經歷過元音裂化。處於重音位置的通俗拉丁語開元音e /ɛ/同o /ɔ/ 在法语和意大利语當中只在開音節裂化，而在西班牙语開和閉音節都裂化。
加泰罗尼亚语當中幾乎没有元音裂化，其中/ɛ/同/ɔ/只在硬齶輔音之前變成雙元音：拉丁語 coxa '腿'、octō '8'、lectum '牀' > 古加泰罗尼亚语 */kuoiʃa/、*/uoit/、*/lieit/。三元音當中的中間元音，發展到后面就丟失了：現代加泰罗尼亚语 cuixa、vuit、llit（葡萄牙語coxa，oito，leito）。
葡萄牙语當中完全没有元音裂化。裂化的結果在不同語言之間差别如下：e、o變成西班牙语的ie、ue，意大利语的ie、uo及法语ie、eu/ø/。
下表中有裂化的單詞以粗體標示：
| 音節形狀 | 拉丁語         | 西班牙語       | 法语        | 意大利语      | 葡萄牙语     | 加泰罗尼亚语 |
| -------- | -------------- | -------------- | ----------- | ------------- | ------------ | ------------ |
| 開       | petram、focum  | piedra、fuego  | pierre、feu | pietra、fuoco | pedra、fogo  | pedra、foc   |
| 閉       | festam、portam | fiesta、puerta | fête、porte | festa、porta  | festa、porta | festa、porta |

#### 羅馬尼亞语
通常说的羅曼語裂化，羅馬尼亞語當中只有/ɛ/，因爲没有/ɔ/：
- 拉丁语 pellis > 羅馬尼亞语 piele「皮膚」

在重讀中或者開元音之前，重音e和o裂化成ea和oa：
- 拉丁语 porta > 羅馬尼亞语 poartă「門」
- 拉丁語 flōs（詞幹 flōr- ）> 羅馬尼亞语 floare「花」

有時，一个單詞連續經歷過兩種裂化：
- 拉丁語 petra > 早期羅馬尼亞语 pietră > 羅馬尼亞语 piatră「石頭」（其中ia源自假設的 *iea）

在硬齶輔音後，由羅曼裂化和羅馬尼亞裂化產生的雙元音还会再发生变化。

#### 魁北克法語
魁北克法語的長元音通常在最后一个音節中雙元音化。
- tard [tɑːʁ] → [tɑɔ̯ʁ]
- père [pɛːʁ] → [paɛ̯ʁ]
- fleur [flœːʁ] → [flaœ̯ʁ]
- fort [fɔːʁ] → [fɑɔ̯ʁ]
- autre [oːtʁ̥] → [ou̯tʁ̥]
- neutre [nøːtʁ̥] → [nøy̯tʁ̥]
- pince [pɛ̃ːs] → [pẽɪ̯̃s]
- onze [ɔ̃ːz] → [õʊ̯̃z]

### 原始印歐語
一些學者認爲，原始印歐語（PIE）i、u在古希臘語、亚美尼亚语及吐火罗语出現過元音裂化，但在其他印歐語保留單元音：
- 原始印歐語 *gʷih3wos → *gʷioHwos "alive" → 古希臘語 ，吐火罗语 śāw-/śāy- (梵語 jīvá-，拉丁語 vīvus)
- 原始印歐語 *protih3kʷom → *protioHkʷom "front side" → 古希臘語  "face"，吐火罗语 pratsāko "breast" (梵語 prátīka-)
- 原始印歐語 *duh2ros → *duaHros "long" → 古希臘語 ，亞美尼亞語 *twār → erkar (梵語 dūrá-，拉丁語 dūrus).

但这項假設未得到廣泛认可。